# Yuzhni Sklon
Yuzhni Sklon (del ruso: Южный Склон) es un posiólok del raión de Temriuk del krai de Krasnodar del sur de Rusia. Está situado en la península de Tamán, en los arrozales del delta, 10 km al sureste de Temriuk y 118 km al oeste de Krasnodar, la capital del krai. Tenía 182 habitantes en 2010.
Pertenece al municipio Temriukskoye.